# Cros
Crosul sau cross-country este una dintre probele de atletism care constă într-o cursă în natură ale cărei distanțe sunt mai mult sau mai puțin lungi, de la patru la doisprezece kilometri, în funcție de categoriile de vârstă și de nivelul competiției. Cu toate acestea, ca și în cazul evenimentelor pe pistă, distanțele sunt exprimate în metri.

## Etimologie
Substantivul din română cros are etimologie multiplă: franceză cross și engleză cross, formă familiară a cuvântului din engleză cross-country. Cuvântul englezesc cross-country este format prin compunere: across, „peste” + country, „țară”.

## Echipament
Crosul / Cross-country implică foarte puține echipamente specializate. Majoritatea curselor se desfășoară în șort și tricouri cu mânecă scurtă sau fără mâneci (de obicei în club sau școală) sau veste. În condiții deosebit de reci, tricourile cu mânecă lungă și colanții pot fi purtate pentru a păstra căldura fără a pierde mobilitatea. Cei mai obișnuiți pantofi sunt pantofii ușori cu talpă de cauciuc, cu patru până la șase vârfuri metalice înșurubate în porțiunea de antepicior a tălpii. Lungimea vârfului metalic depinde de condițiile de cursă. Pe un parcurs noroios, vârfurile pot măsura până la 15 mm. Dacă alergarea de face pe o suprafață mai dură, vârfurile sunt mai scurte și au în general 6 mm, ceea ce îi permite alergătorului să fie mai eficient. În timp ce vârfurile sunt potrivite pentru iarbă, noroi sau alte condiții alunecoase, alergătorii pot alege, de asemenea, să poarte pantofi de alergare cu talpă de cauciuc, fără vârfuri, dacă traseul include porțiuni semnificative de suprafețe pavate sau pământ bătătorit. În unele competiții, alergătorii trebuie să poarte toți aceleași culori, inclusiv șorturile, altfel ar putea duce la descalificare.

## Desfășurarea cursei

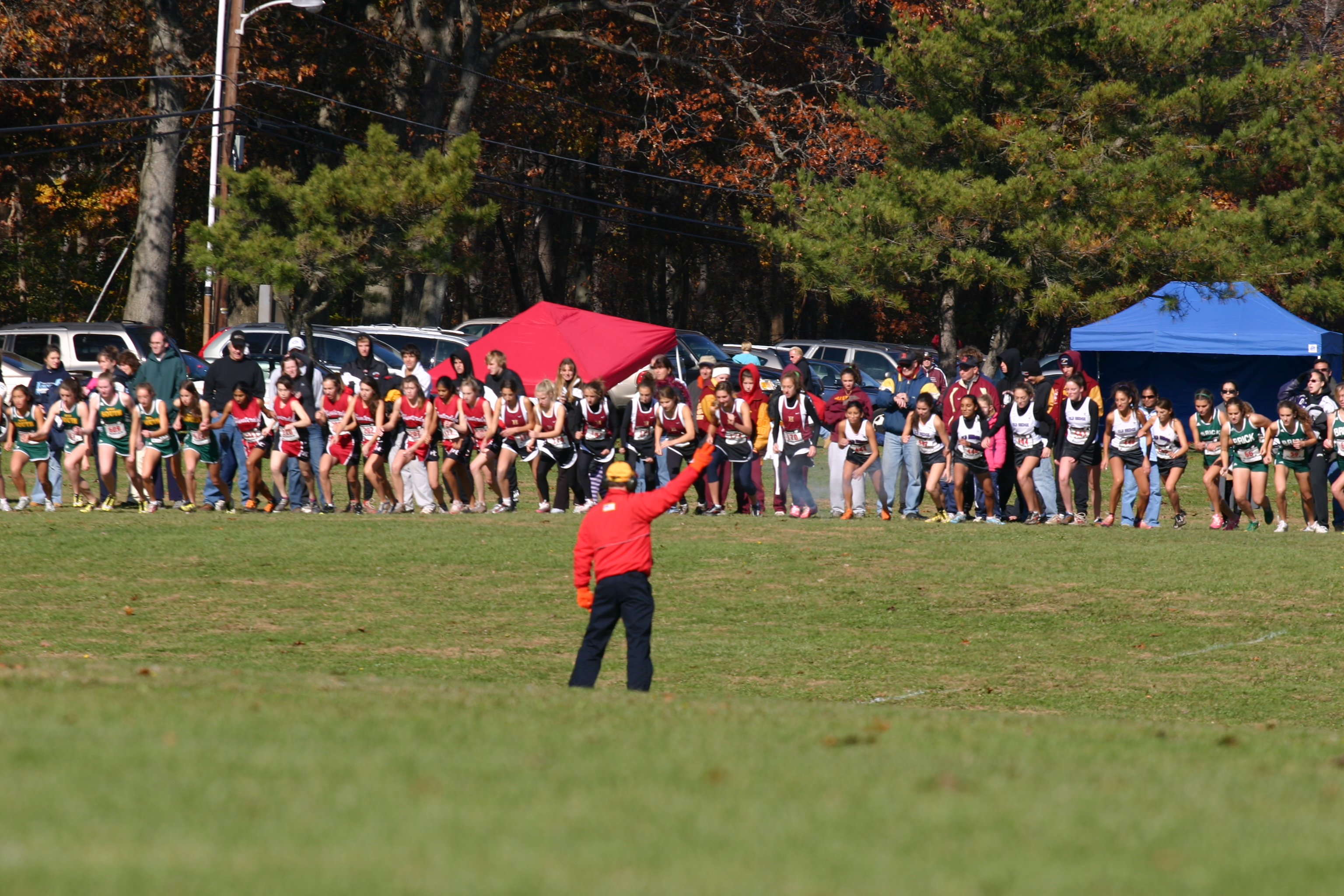
Start tipic de cros; participanții sunt aliniați pe aceeași linie lungă.

### Startul
Startul tuturor curselor de cros, foarte des prin tragere cu pistolul, începe cu o linie dreaptă de aproximativ 100 de metri foarte lată dar care se închide într-o „pâlnie”; plasarea este deci foarte importantă și, prin urmare, necesită o viteză bună de pornire, scopul oricărui alergător va fi să se plaseze în față fără a merge prea repede. În acest sens, un alergător de cros trebuie să fie capabil să producă o accelerație puternică și apoi să revină la un ritm normal; pregătirea și experiența joacă astfel un rol. În timpul unui start, pot fi multe loviri și un bun alergător de fond se va poziționa în față pentru a le evita. Odată ce drumul s-a îngustat, este foarte greu să ajungi din nou în primele poziții, prin urmare cursa încetinește ușor.

### Post-startul
„Post-startul” este perioada cursei care urmează startului și a primei sute de metri, când traseul se strânge. După un start rapid, post-startul este un moment în care alergătorii încearcă să intre în ritmul lor de cursă; atacurile sunt rare în această parte a cursei.

### Mijlocul cursei
Mijlocul cursei este cea mai importantă și mai grea parte: alergătorul este supus atât unei puternice suferințe fizice, cât și morale. În această perioadă nu trebuie să vă fie frică de durere.

### Sfârșitul cursei
Sfârșitul cursei este egal cu ultimul kilometru. În acest moment individul își aruncă ultimele puteri în luptă. Trebuie să-ți folosești mai ales brațele, dar să stai cât mai poziționat, astfel încât adversarii să nu-ți observe oboseala. Este mai presus de toate un punct psihologic câștigat împotriva lor.

### Finișul
Finișul este egal cu sprintul final, la ultima linie dreaptă. În acest moment, sportivul își folosește „finish”-ul pentru a se separa de adversarii săi.

## Competiții
- Campionatul Mondial de Cros
- Campionatul European de Cros